# Особняк Егора Красильникова
Особняк Егора Красильникова — здание в Ростове-на-Дону, построенное в последней четверти XIX века в духе эклектики.
Особняк принадлежал купцу Егору Красильникову (владелец кирпичного завода в Кизитериновской балке, основанного в 1870 году). Здание расположено на пересечении 1-й Майской улицы и 18-й Линии. В настоящее время в нём находится женская консультация. Особняк Егора Красильникова имеет статус объекта культурного наследия регионального значения.

## Фотогалерея

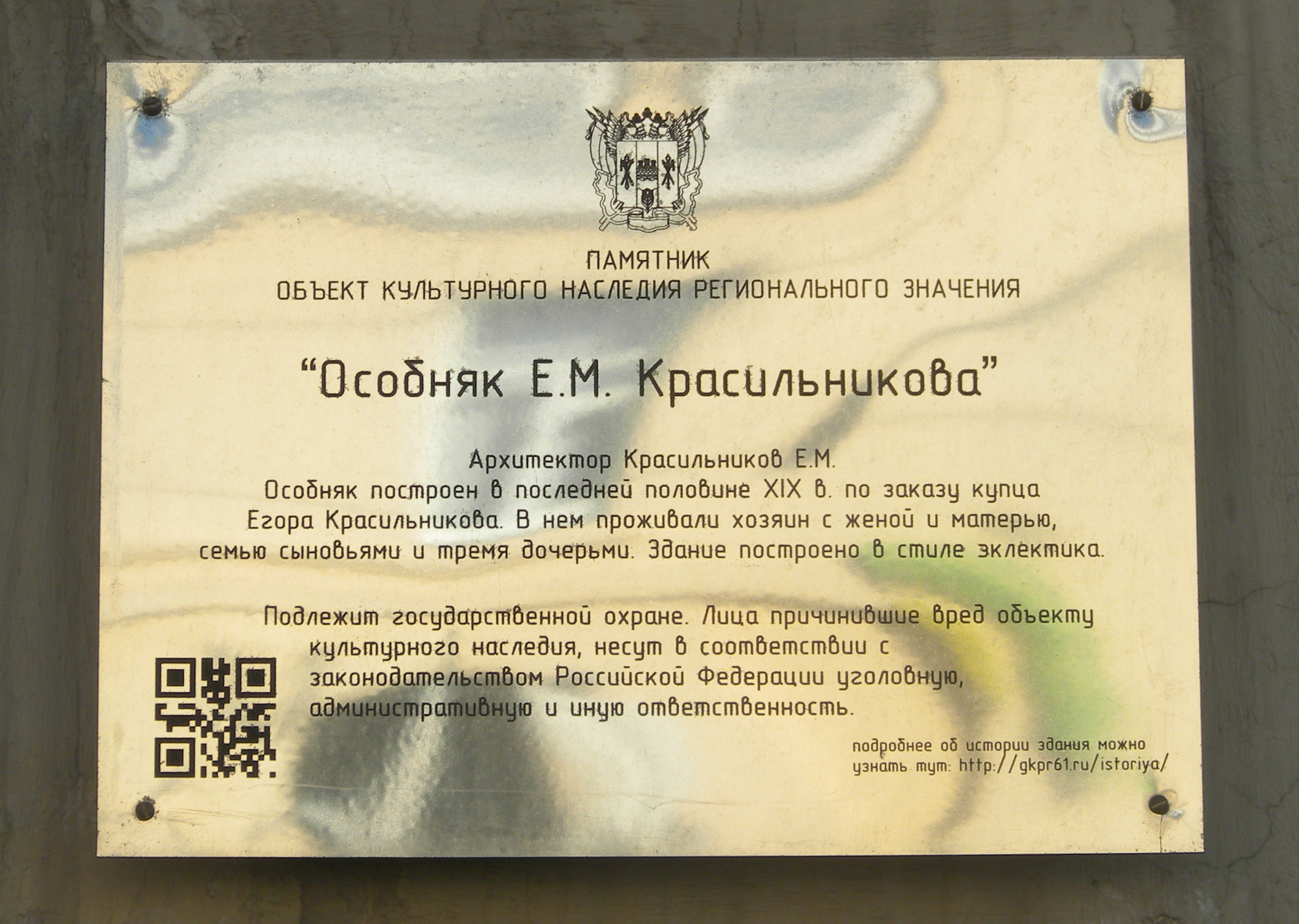
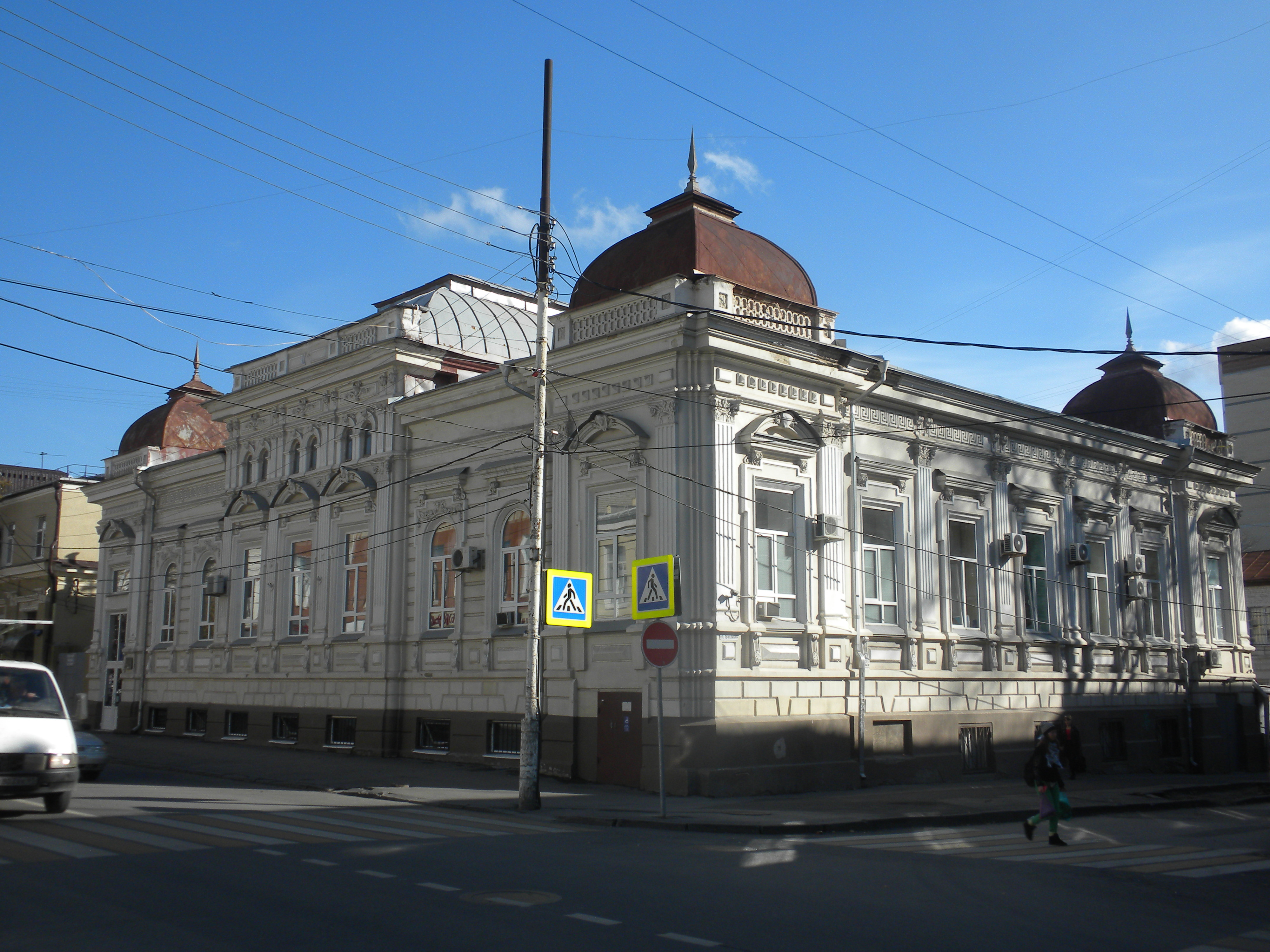
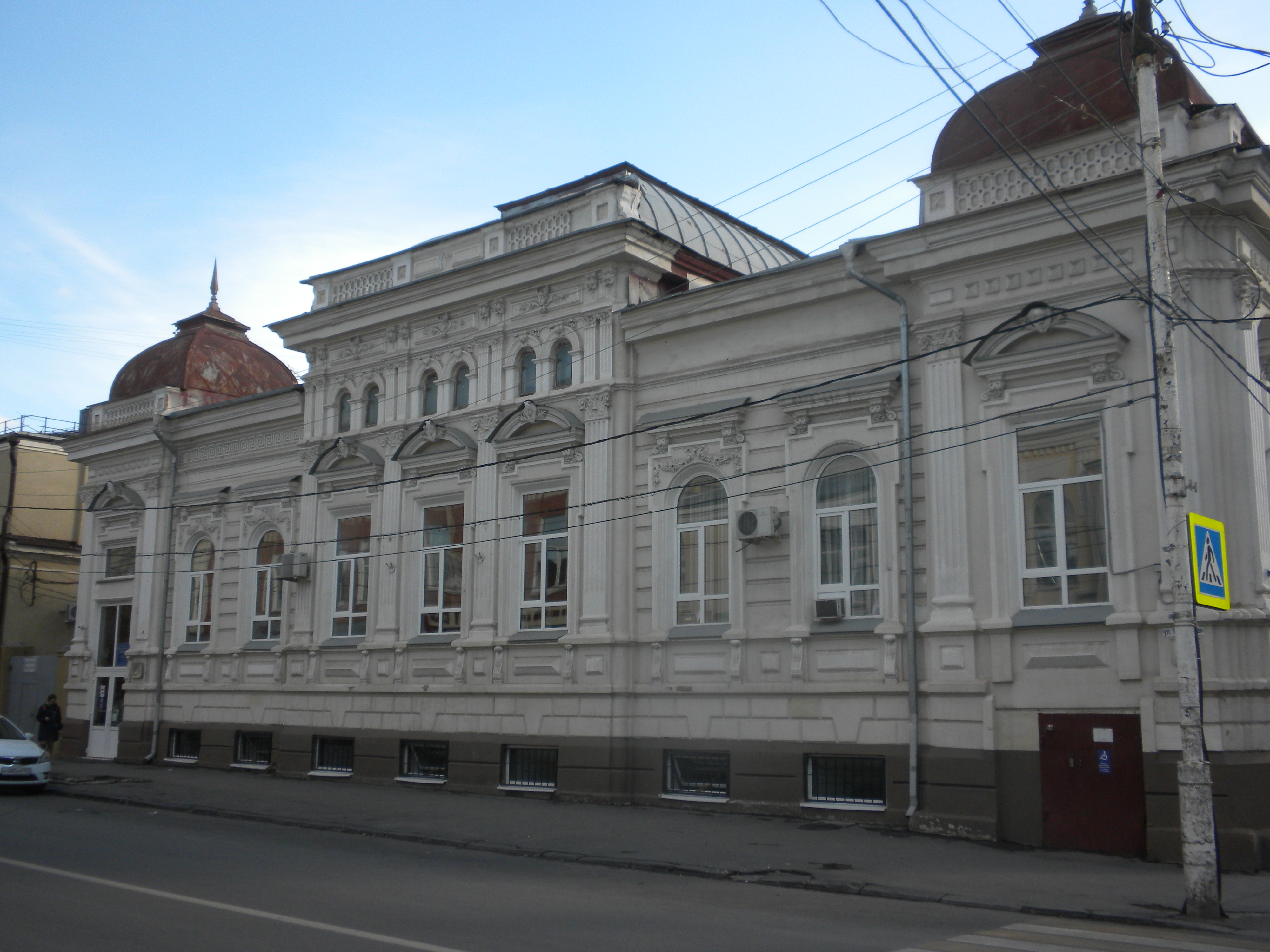

## История
Дом на 1-й Софиевской улице (ныне 1-й Майской) был построен по заказу купца Егора Минаевича Красильникова. В особняке он жил со своей семьёй. В доме часто проходили балы и приёмы. Окна двусветного зала приёмов выходили на 1-ю Софиевскую улицу. К нему примыкала галерея с балюстрадой, где выступали музыканты. Вдоль фасада по 18-й Линии располагались спальня, детские, кабинет и другие помещения. В цокольном этаже находились подсобные помещения: кухня, прачечная и комнаты для прислуги. Конюшня, каретник и ледник размещались во дворе.
В 1922 году после прихода советской власти здание национализировали. В особняке разместился спецпункт помощи голодным и ослабевшим детям «Капля молока». По данным на 1927 год в здании находилась женская консультация. С 1943 по 1954 год в бывшем особняке Красильникова действовала поликлиника, а с 1954 по 1976 год — детская консультация. С 1976 года по настоящее время в здании размещается женская консультация. 29 марта 2015 года в здании произошел пожар.

## Архитектура
Особняк Егора Красильникова построен в духе эклектики. Главный фасад одноэтажного здания обращён на 1-ю Майскую улицу. Средняя его часть приподнята и завершена аттиком. По углам установлены четырёхгранные купола. Здание богато декорировано лепниной и штукатуркой, в его оформлении присутствуют элементы барокко и ренессанса. Среди декоративных элементов кронштейны, филёнки, фриз, гирлянды, женские головки, маски Гермеса, пилястры и архивольты. Здание имеет коридорную систему планировки с одно- и двусторонним расположением помещений.